# Fritz-Löffler-Straße
Die Fritz-Löffler-Straße ist eine rund 700 Meter lange Hauptverkehrsstraße in der Dresdner Südvorstadt. Als Teil der Bundesstraße 170 gehört sie zu der wichtigen Ausfallstrecke von der Innenstadt zur Bundesautobahn 17 und ins Osterzgebirge. Sie trägt den Namen Fritz Löfflers, eines in Dresden tätig gewesenen Kunsthistorikers.

## Lage und Verlauf
Die Straße beginnt auf der Südseite des Dresdner Hauptbahnhofs als Fortsetzung der Straße „Am Hauptbahnhof“ an der Kreuzung mit der Bayrischen Straße und dem Friedrich-List-Platz. Anschließend verläuft sie – mit Ausnahme des letzten Stückes ab der Reichenbachstraße – nahezu gerade und eben nach Südsüdwest zum Fritz-Löffler-Platz, wo sie auf die Berg- und Münchner Straße trifft. Die einzige richtige Kreuzung hat die Fritz-Löffler-Straße mit der Reichenbachstraße, die beiden Querungen der Lindenau- und der Schnorrstraße wurden für den motorisierten Verkehr gekappt und sind höchstens noch als Fußwege benutzbar.
Auf ihrer gesamten Länge bildet die Fritz-Löffler-Straße die Grenze zwischen den statistischen Stadtteilen „Südvorstadt-West“ und „Südvorstadt Ost“. Innerhalb der Einteilung des Dresdner Stadtgebietes nach Gemarkungen befindet sich die Straße in der Gemarkung Altstadt II.

## Geschichte

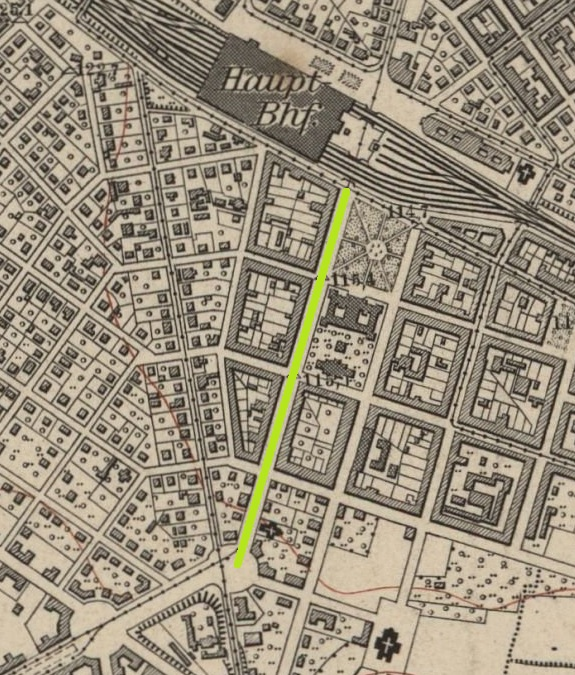
Die Reichsstraße 1904 (grün) mit Bebauung und Umgebung

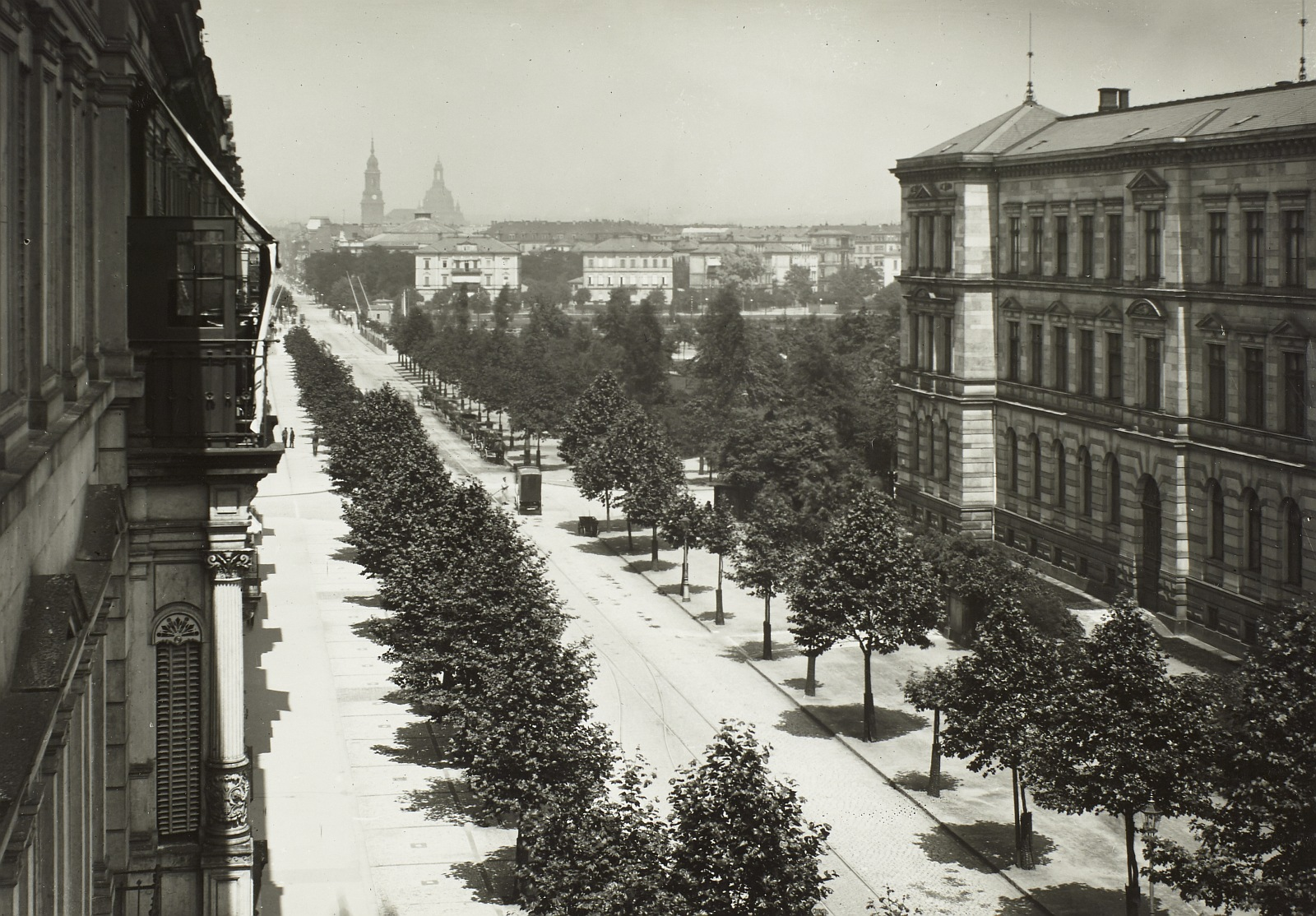
Blick in Richtung Altstadt. Hauptbahnhof noch mit Zugkreuzungen auf Straßenniveau (ca. 1890)

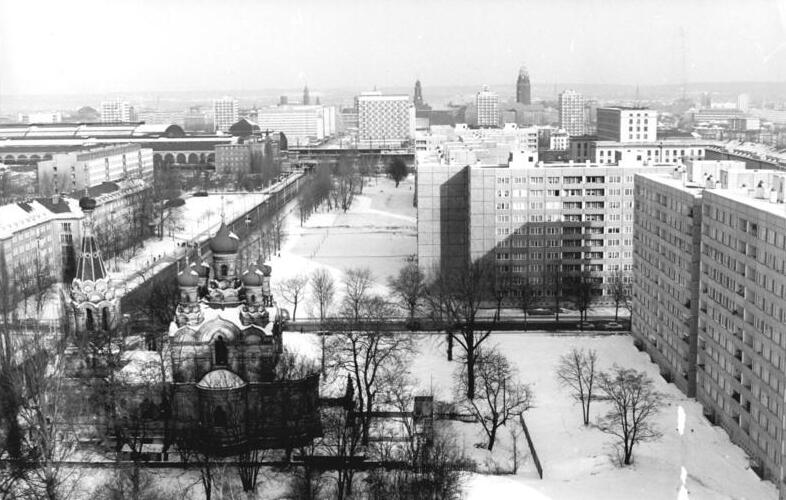
1985: Blick über die Juri-Gagarin-Straße zum Hauptbahnhof

Die 1868 angelegte Verbindung zwischen dem Zentrum und der aufstrebenden südlichen Dresdner Vorstadt war ursprünglich eine Anschlussstraße der Prager Straße. Im Jahr 1871 wurde sie Reichsstraße genannt, auch der heutige Fritz-Löffler-Platz erhielt den Namen Reichsplatz. Die Reichsstraße entwickelte sich zu einem wichtigen Geschäftszentrum in der Südvorstadt und war dicht bebaut.
Zwischen 1883 und 1896 verkehrte eine Pferdestraßenbahn über die Reichsstraße bis zur Reichenbachstraße. Danach wurde die Strecke zunächst mithilfe unterirdischer Leitungen elektrifiziert, da man beim Einsatz von Oberleitungen zur Stromzuführung Auswirkungen auf die Geräte der Technischen Hochschule befürchtete. Bis zum Bau des Hauptbahnhofs 1898 gab es am Böhmischen Bahnhof einen Bahnübergang über die Reichsstraße.
Den Luftangriffen auf Dresden 1945 während des Zweiten Weltkrieges fiel nahezu die komplette Bebauung der Reichsstraße zum Opfer. In der folgenden DDR-Zeit wurde die Straße im Sinne des Sozialistischen Städtebaus wiedererrichtet und neu gestaltet. Die Reichsstraße erhielt ihren direkten Anschluss an die Prager Straße, die zum großzügigen Fußgängerareal umgebaut wurde, nicht zurück, sondern wurde stattdessen an die neugeschaffene direkte Nord-Süd-Achse (jetzige St. Petersburger Straße) vom Hauptbahnhof bis zur heutigen Carolabrücke angebunden.
In den 1960er Jahren wurde sie zu Ehren des sowjetischen Raumfahrtpioniers Juri Gagarin in „Juri-Gagarin-Straße“ umbenannt. Dieser Straßenname hielt sich bis in die Nachwendezeit der 1990er Jahre. 1993 bekam sie ihren heutigen Namen.
Bis zum Beginn des 21. Jahrhunderts befanden sich die Gleise der Straßenbahn in der Mitte der Fritz-Löffler-Straße. Während des vierstreifigen Ausbaus als Autobahnzubringer zur BAB 17 wurden sie an die westliche Straßenseite verlegt und auch die Einmündung der Lindenaustraße zurückgebaut.

## Bebauung

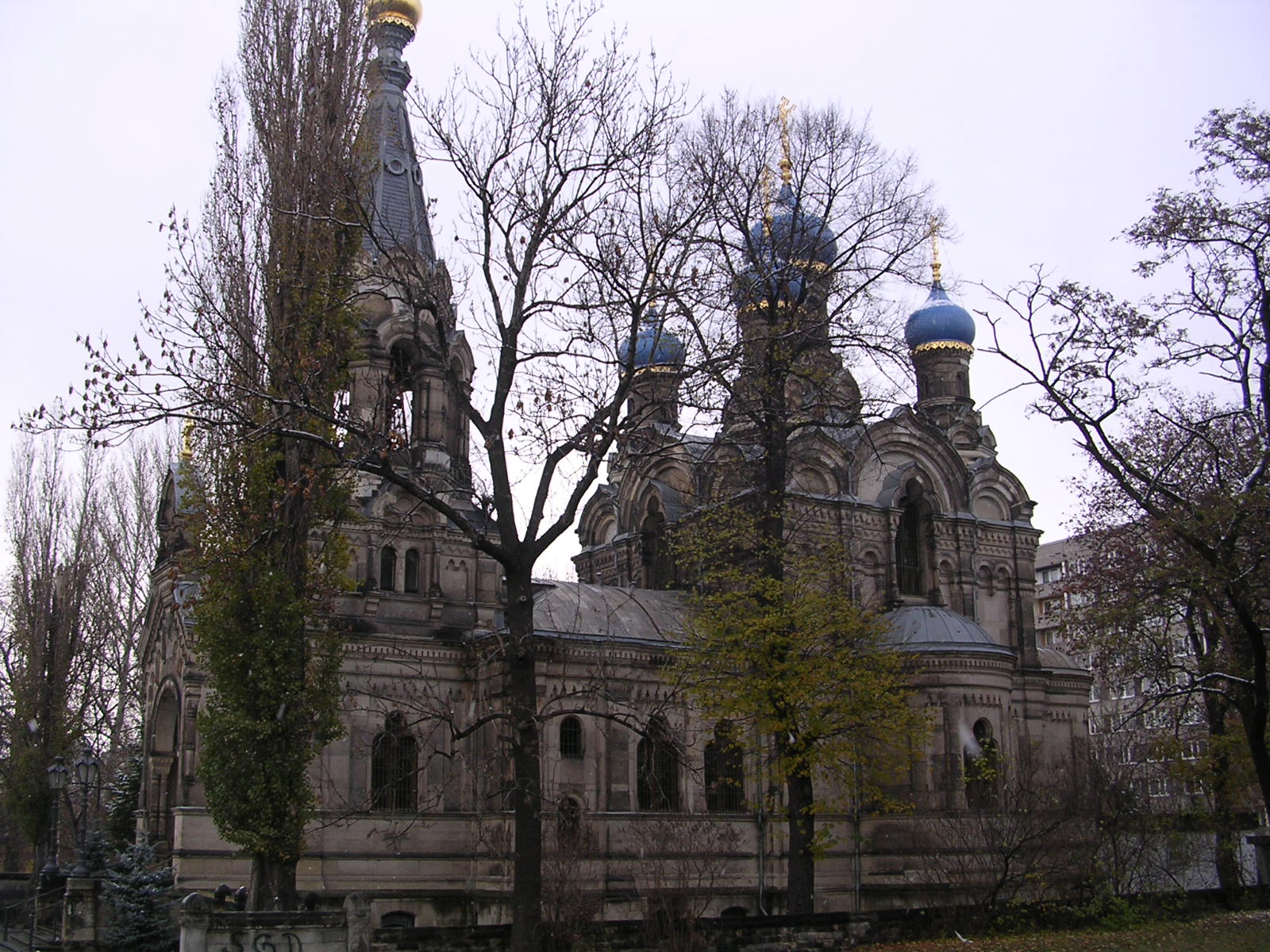
Die Russisch-Orthodoxe Kirche

Nach Anlage der Straße entstanden zunächst zahlreiche Wohn- und Geschäftshäuser sowie Stadtvillen. In den Jahren 1883 und 1884 ließ die amerikanische Fremdenkolonie die St. John’s Church im Stil der historistischen Neogotik errichten. Bei den Luftangriffen brannte sie bis auf den Turm komplett aus und wurde 1959 gesprengt, nachdem ein Wiederaufbau nicht genehmigt worden war.
Als einziges Bauwerk an der Reichsstraße überstand die Russisch-Orthodoxe Kirche des Heiligen Simeon vom wunderbaren Berge das Bombardement. Dieser zwischen 1872 und 1874 nach Entwürfen von Harald Julius von Bosse und Karl Weißbach errichtete Sakralbau hat die Abmessungen 13 × 33 Meter und fünf Zwiebeltürme im Stil russischer Sakralbauten des 16. und 17. Jahrhunderts.

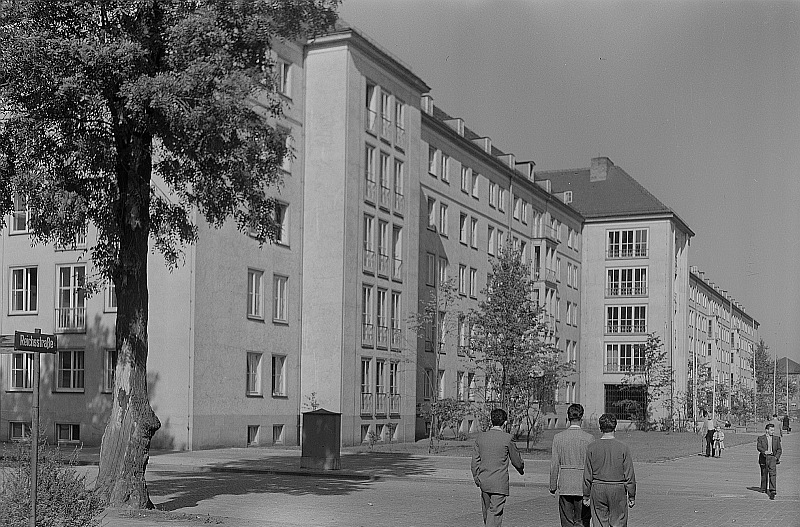
Studentenwohnheim an der Reichsstraße

Nach der Enttrümmerung wurden in den 1950er Jahren neue Bauten an der Straße angelegt. Zu den ersten zählte ein Studentenwohnheim, das von Wolfgang Rauda entworfen und zwischen 1953 und 1955 realisiert wurde. Heute steht es unter Denkmalschutz. Ein Teil des Gebäudes ist weiterhin Studentenwohnheim, während ein Gebäudeflügel Sitz des Studentenwerks Dresden ist. Überhaupt war in den ersten Jahren nur die Westseite der Straße von der Bautätigkeit betroffen. Zwischen 1966 und 1968 entstand nördlich des ersten Wohnheims ein zweiter Bau vor allem für ausländische Studenten. Auffallend daran sind die Betonreliefs über den Eingängen. Sie symbolisieren die Bauphysik, Kernphysik und Astrophysik. Die Ostseite der Juri-Gagarin-Straße wurde erst 1983 mit Zehngeschossern in Plattenbauweise gestaltet. Sie liegen in einigem Abstand (bis zu 60 Meter) von der Fahrbahn entfernt, der Zugang erfolgt über die Hochschulstraße. Dazwischen erstrecken sich Rasenflächen und Baumreihen.
Nach 1990 entstand am Nordende der Straße gegenüber dem Hauptbahnhof das „City-Center“, ein Büro- und Geschäftskomplex, der außerdem Unternehmenssitz des Energieversorgers SachsenEnergie ist. Er wurde in den Jahren 2020 bis 2022 um ein bis zu 51 Meter hohes Gebäude auf einer südlich gelegenen Brachfläche ergänzt, das weitere Unternehmensteile des Energieversorgers aufnimmt und aufgrund seiner Höhe weithin sichtbar ist.

## Verkehr

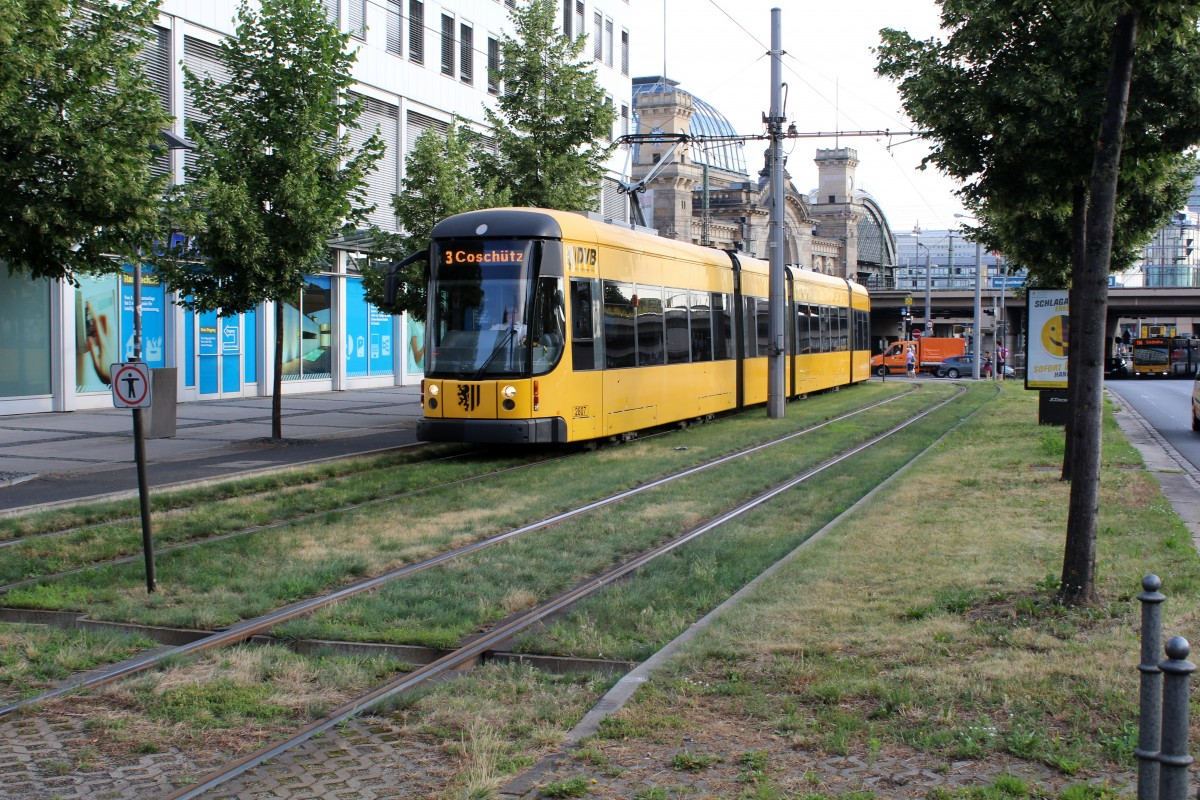
Straßenbahn der Linie 3 am Nordende der Straße

Für den Straßenverkehr gibt es zwei baulich getrennte Richtungsfahrbahnen mit durchgängig mindestens zwei Fahrstreifen. An Kreuzungsbereichen gibt es bis zu vier Streifen für eine Richtung. Bei der Verkehrsmengenerhebung 2012 nutzten den Abschnitt zwischen Reichenbachstraße und Hauptbahnhof täglich etwa 28.000 Fahrzeuge, den Abschnitt zwischen Reichenbachstraße und Fritz-Löffler-Platz rund 24.000 Fahrzeuge. Der Anteil des Schwerlastverkehrs lag bei zirka fünf Prozent. Auf der stadteinwärtigen Fahrbahn gibt es rechts Längsparkflächen.
Entlang der Westseite der Fritz-Löffler-Straße verlaufen Anlagen der Straßenbahn Dresden. In Höhe der Kreuzung Reichenbachstraße bedienen die Linien 3 und 8 der Dresdner Verkehrsbetriebe die Haltestelle „Reichenbachstraße“. Dort halten auch Omnibusse im Stadtverkehr und Überlandlinien der Regionalverkehr Sächsische Schweiz-Osterzgebirge GmbH.
Beiderseits der Straße befinden sich Fuß- und Radwege, in Höhe der Schnorrstraße gibt es einen ampelgeregelten Überweg über die Fahrbahnen.